# Monsano
Monsano est une commune italienne d'environ 3 330 habitants, située dans la province d'Ancône, dans la région Marches, en Italie centrale.

## Histoire

### Jumelage
- Toulaud (France) depuis 2000[2].

Né officiellement le 14 juillet 2000.

## Administration
| Période          | Période       | Identité          | Étiquette                | Qualité |
| ---------------- | ------------- | ----------------- | ------------------------ | ------- |
| 20 juin 1986     | 26 août 1989  | Amorino Simonetti | Parti communiste italien | Maire   |
| 2 septembre 1989 | 26 août 1990  | Ermanno Giulietti | Sans étiquette           | Maire   |
| 26 mai 1990      | 24 avril 1995 | Ermanno Giulietti | Sans étiquette           | Maire   |
| 24 avril 1995    | 14 juin 1999  | Sandro Sbarbati   | Centre gauche            | Maire   |
| 14 juin 1999     | 14 juin 2004  | Sandro Sbarbati   | Centre gauche            | Maire   |
| 14 juin 2004     | 8 juin 2009   | Gianluca Fioretti | Centre gauche            | Maire   |
| 8 juin 2009      | 26 mai 2014   | Gianluca Fioretti | Centre gauche            | Maire   |
| 26 mai 2014      | 27 mai 2019   | Roberto Campelli  | Sans étiquette           | Maire   |
| 27 mai 2019      | en cours      | Roberto Campelli  | Projet Monsano           | Maire   |

### Communes limitrophes
Jesi, Monte San Vito, San Marcello.